# Le Dernier des fous
Pour plus de détails, voir Fiche technique et Distribution.
Le Dernier des fous est un film français réalisé par Laurent Achard, d'après le roman de Timothy Findley. Le film, sorti en 2006, valut au réalisateur le prix de la mise en scène au Festival de Locarno 2006.

## Synopsis
Dans la province française, de nos jours. Dans la ferme de ses parents, Martin, 11 ans, assiste désemparé à la désintégration de sa famille. Résistant au désespoir, Martin trouve refuge auprès de son chat Mistigri et de Malika, la bonne marocaine à laquelle il est très attaché. Mais ni leur affection, ni sa volonté de comprendre et d'aider les siens ne parviennent à ralentir la marche inéluctable de ce tragique été. Martin se prépare à mettre fin à toute cette confusion...

## Fiche technique
- Réalisation : Laurent Achard
- Scénario : Laurent Achard et Nathalie Najem d'après le roman de Timothy Findley
- Société de production : Agat Films, en association avec la SOFICA Cofinova 2
- Date de sortie : 3 janvier 2007
- Durée : 95 minutes

## Distribution
- Julien Cochelin : Martin
- Pascal Cervo : Didier, le frère de Martin
- Annie Cordy : Rose, la grand-mère de Martin
- Jean-Yves Chatelais : Jean, le père de Martin et fils de Rose
- Dominique Reymond : Nadège, la mère de Martin
- Fettouma Ousliha-Bouamari : Fatima
- Florence Giorgetti : Jacqueline
- Dorine Bouteiller : Catherine
- Thomas Laroppe : Raphaël Tailfer
- Nicolas Pignon : M. Tailfer, le père de Raphaël